# Skillshare
Skillshare là một cộng đồng học tập trực tuyến có trụ sở tại Hoa Kỳ, cung cấp các video giáo dục. Các khóa học không được công nhận và chỉ có sẵn thông qua đăng ký trả phí. Các khóa học chủ yếu bao gồm công việc sáng tạo, với một số lượng nhỏ hơn các khóa học về kinh doanh và khởi nghiệp. Hầu hết các khóa học tập trung vào tương tác, với mục tiêu chính là học tập bằng cách hoàn thành một dự án.

## Lịch sử
Michael Karnjanaprakorn và Malcolm Ong sáng lập nên Skillshare tại Thành phố New York, New York vào tháng 11 năm 2010; trang web hoạt động trực tuyến vào tháng 4 năm 2011. Trước đó, Karnjanaprakorn là lãnh đạo sản phẩm tại Hot Potato, một sản phẩm truyền thông xã hội được Facebook mua lại. Ong là quản lý sản phẩm tại OMGPop. Vào tháng 8 năm 2011, Skillshare đã huy động được 3,1 triệu USD trong chuỗi tài trợ Series A do Union Square Ventures và Spark Capital dẫn đầu. Vào cuối năm 2013, Skillshare đã huy động được 4,65 triệu USD tài trợ, và 6 triệu USD vào tháng 2 năm 2014, với nguồn tài chính cung cấp bởi Union Square Ventures và Spark Capital. Tổng số vốn huy động được đạt 10 triệu USD.
Skillshare đã ra mắt 15 khóa học trực tuyến vào tháng 8 năm 2012, với sự hợp tác của sinh viên để hoàn thành một dự án. Đến tháng 11 năm 2013, hệ thống đã tổ chức hơn 250 khóa học và ra mắt Trường Thiết kế của mình.
Skillshare đã hợp tác với Levi's để ra mắt Trường MakeOurMark vào tháng 10 năm 2013, tập trung vào sự sáng tạo cá nhân với các khóa học về nhiếp ảnh, xăm hình và các hình thức minh họa khác nhau.
Vào tháng 3 năm 2014, Skillshare đã chuyển sang mô hình đăng ký thành viên với giá 9,95 đô la mỗi tháng. Cuối năm đó, công ty đã công bố một nền tảng mở mới, nơi bất kỳ ai cũng có thể trở thành giảng viên khóa học và tùy chọn thành viên miễn phí để xem trước một lượng nội dung lớp học giới hạn mỗi tháng. Vào tháng 3 năm 2017, nền tảng này đã giới thiệu tính năng "Nhóm" cho phép các thành viên kết nối với những người sáng tạo khác. Vào tháng 9 năm 2021, Skillshare đã ngừng cung cấp tùy chọn cung cấp các lớp học miễn phí và yêu cầu người dùng phải đăng ký thành viên trả phí hoặc bản dùng thử miễn phí để truy cập tất cả các khóa học, bao gồm cả những khóa học trước đây miễn phí.

## Khóa học
Skillshare tổ chức các khóa học về quảng cáo, kinh doanh, thiết kế, thời trang và phong cách, phim và video, ẩm thực, âm nhạc, nhiếp ảnh, trò chơi, công nghệ, viết và xuất bản. Tất cả các khóa học trực tuyến đều theo tiến độ tự học. Vào tháng 6 năm 2018, công ty đã ra mắt Skillshare Originals, một bộ sưu tập các khóa học do đội ngũ nội bộ của Skillshare sản xuất.